# Malá Strana

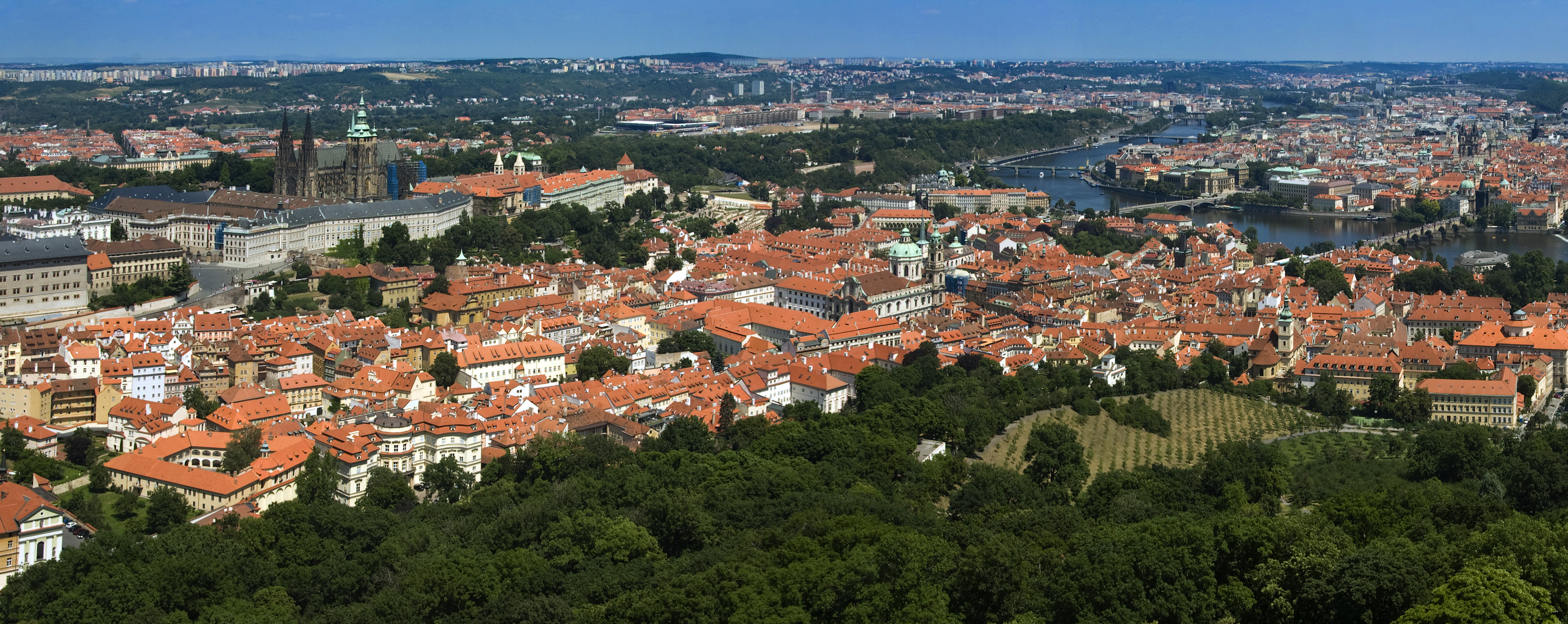
Malá Strana vanaf de heuvel Petřín

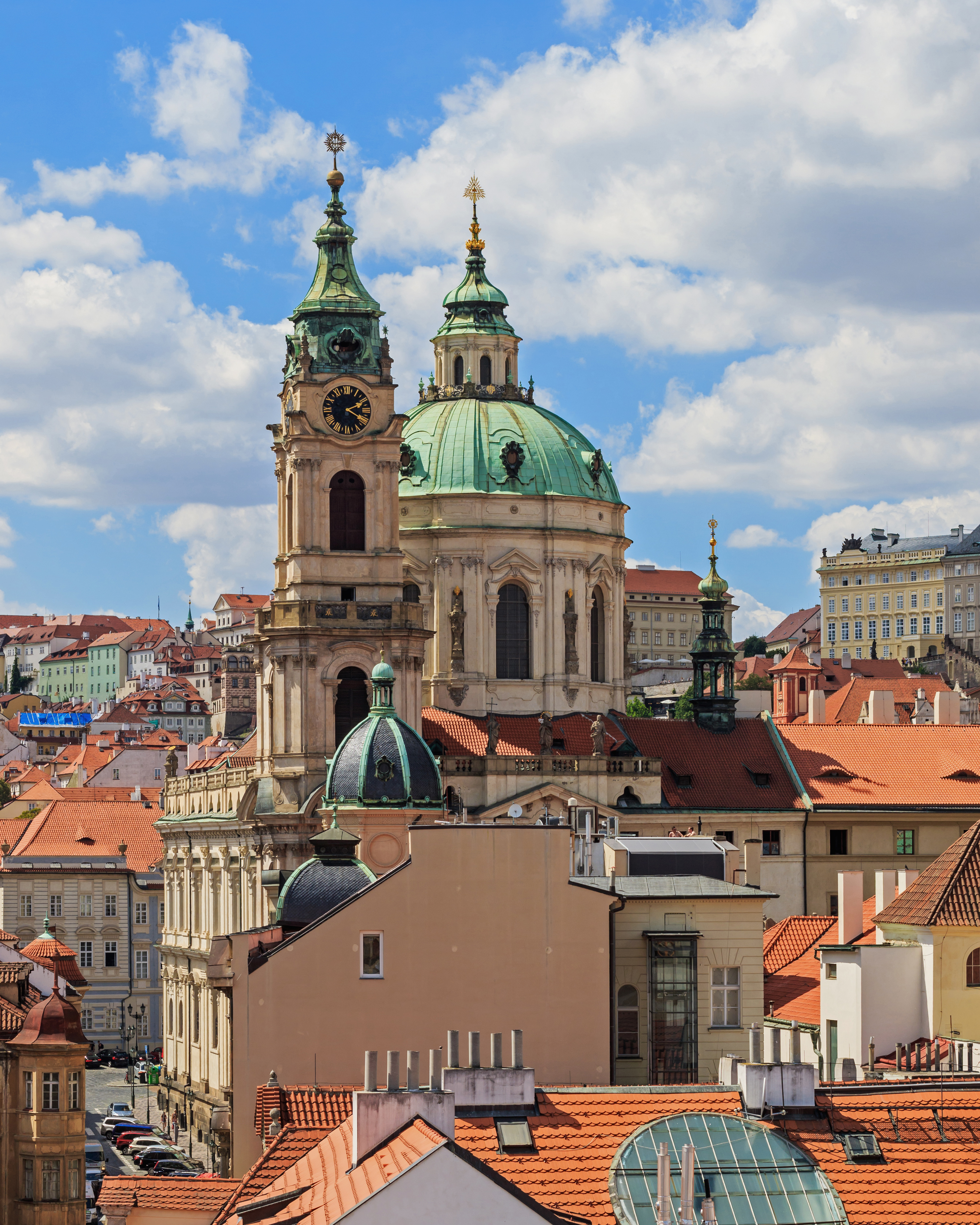
De St.-Nicolaaskerk in Malá Strana

Malá Strana (Nederlands letterlijk: Kleine Zijde) is een van de oudste wijken van de Tsjechische hoofdstad Praag. Het grootste gedeelte van de wijk ligt in het stadsdistrict Praag 1, een klein deel ligt in Praag 5. Malá Strana ligt tussen de Praagse burcht en de Moldau. Aan de andere zijde van de rivier ligt de Oude Stad, waarmee Malá Strana verbonden is door middel van de Karelsbrug.

## Geschiedenis
Al bij de stichting van de Praagse burcht vormde zich onder de heuvel een "voorburcht". Gauw groeide de Kleine Zijde, de nederzetting aan de overzijde van de Moldau, uit tot een centrum in de internationale handel. Malá Strana was een tussenstation geworden in de internationale verkeersader van het Wolgagebied naar Córdoba. In het jaar 1257 verdreef koning Ottokar II van Bohemen de bevolking van het stadje en liet hij er Noord-Duitse kolonisten zich vestigen. 
De stad werd Nova civitas sub castro Pragensi (Latijn voor Nieuwe stad onder de Praagse burcht) genoemd. Al in de 14e eeuw werd zij Civitas Minor Pragensis genoemd, wat Kleine Praagse Stad betekent. De huidige naam is hiervan afgeleid.
Tijdens de regeringsperiode van Karel IV werd de stad tussen 1360 en 1362 flink uitgebreid. Malá Strana bestond nu uit het gebied tussen de stad Hradčany (tevens een wijk van Praag) en de Moldau. Ook de nederzetting Újezd werd opgenomen in de stad van Karel IV. Tijdens de Hussitische Oorlogen kreeg de stad zulke sterke vernielingen te verduren dat zij praktisch niet meer bestond. 
Na twee grote branden in 1503 en 1541 werd Malá Strana opnieuw opgebouwd door de rijken en de adel, waardoor in de wijk nu nog steeds veel paleizen en grote huizen staan, vooral in barokstijl. Door dit laatste krijgt Malá Strana nu vaak de bijnaam "de parel van de barokke architectuur".
In 1648 werd de wijk enkele maanden bezet door Zweedse troepen die de rest van de stad belegerden en intussen paleizen en huizen in Malá Strana plunderden.

## Bezienswaardigheden
De 17e-eeuwse Sint-Nicolaaskerk (Kostel sv. Mikuláše) wordt gezien als een van de belangrijkste barokke bouwwerken van de stad. Verder staat in de wijk, naast de vele kerken, het Paleis Lobkowicz. Dit gebouw uit het begin van de 18e eeuw behoort tot de bekendste barokgebouwen in Praag. Sinds 1973 is in dat paleis de ambassade van Duitsland gevestigd. Vele andere paleizen in Malá Strana doen dienst als ambassade. Zo is Paleis Fürstenberg de ambassade van Polen, Paleis Thun die van het Verenigd Koninkrijk en Paleis Turba wordt door Japan gebruikt. In de wijk bevindt zich ook de hoofdlocatie van het Tsjechisch Muziekmuseum en het Museum Kampa.
Ook de Petřín-uitkijktoren (Petřínská rozhledna) staat in Malá Strana. Dit is een 60 meter hoge toren uit 1893 die, hoewel veel korter, veel lijkt op de Eiffeltoren. Tevens heeft het Tsjechische parlement zijn zetel in de Kleine Zijde.